# عبد العزيز البسام
عبد العزيز البسام (1335هـ/1915م - ) أكاديمي وتربوي عراقي.

## سيرته
عبد العزيز إبراهيم البسام، التربوي العراقي مؤسس جامعة الإمارات العربية المتحدة الدكتور عبد العزيز إبراهيم البسام ولد في قضاء الزبير بمحافظة البصرة عام 1944 في المملكة العراقيه، وانهى دراسته الابتدائية والمتوسطة والثانوية فيها 
- التحق بجامعة برمنجهام في انكلترا 1938-1941 وتخرج فيها بدرجة بكالوريوس في علم النفس،
- اجتاز المرحلة الأولى للماجستير في علم النفس عام 1942 من الجامعة ذاتها، ثم التاحق بجامعة لندن عام 1946
- نال منها شهادة الدكتوراه في علم النفس عام 1950
- الوظائف الاكاديمية

- زاول التدريس بدار المعلمين العالية الابتدائية للاعوام 1943-1946
- أصبح استاذا مساعداً بدارالمعلمين العالية ثم استاذا فيها 1950-1955
- معاون المدير العام للمعارف للاعوام 1955-1958
- استاذا في كلية التربية بجامعة بغداد عام 1958
- أنيطت به عمادة كلية التربية عام 1964
- عين

- ممثلا دائما للعراق لدى منظمة الامم المتحدة للتربية والعلوم والثقافة في باريس (اليونسكو) بدرجة سفير من عام 1965-1971،
- مستشارا فنيا في وزارة التربية والتعليم (بدرجة وكيل وزارة) عام 1971-1977
- انتدبته دولة الإمارات العربية المتحدة ليشرف على تأسيس أول جامعة فيها هي جامعة العين ليخطط لها، وينظم مناهجها الدراسية ويضع فوانينها ونظامها الداخلي وقد امتدت فترة انتدابه بين سنتي 1977و1984
- عمل مستشاراً في جامعة الكويت للاعوام 1985-1988
- اختير

- عضواً عاملاً في المجمع العلمي العراقي للاعوام 1963-1996 واصبح نائب رئيس المجمع الأول
- عضواً مراسلاً في مجمع اللغة العربية بدمشق 
- عضواً مؤازراً في مجمع اللغة العربية الأردني منذ عام 1980
- عضو مجلس التعليم العالي والبحث العلمي عام 1970، 
- عضو الجمعية.البريطانية لعلم النفس منذ عام 1946 وانتخب بمرتبة الزميل لتلك الجمعية عام 1962 
• كتب عنه 
- الاستاذ حميد مجيد هدو في«موسوعة اعلام العرب».
- الاستاذ حميد المطبعي في «موسوعة علماء واعلام العراق». 
- ا.د.إبراهيم خليل العلاف أستاذ متمرس / جامعة الموصل ويذكر عنه (كانت فلسفته تقوم على اهمية المساهمة في خلق جيل متوازن بين نفسه ومجتمعه...كان رحمه الله استاذا قذا واكاديميا متميزا وانسانا لطيفا نبيلا متواضعا عرفته عن كثب منذ ان كنت طالبا في جامعة بغداد وكان يحظى باحترام زملائه وطلبته جزاه الله خيرا على ماقدم لوطنه وأمته).

## ما قيل فيه
- قال عنهُ الأستاذ حميد المطبعي في موسوعته (أعلام العراق في القرن العشرين) والتي تقع في ثلاثة أجزاء والمطبوعة في بغداد في أواسط عقد التسعينات من القرن العشرين عن، ((أنه افاضل من كتب في التاريخ التربوي من العراقيين)).
- كما كتب عنه الأستاذ الدكتور أحمد عبد الرحيم مصطفى وهو من أبرز أساتذة التاريخ الحديث في جامعة القاهرة.

## من مؤلفاته
- له بحوث كثيرة وكتب الفها وترجمها منها

- كتاب: (التربية..اصولها وحقائقها الأولى) لبرسي نن 1946
- كتاب: (مشاكل الفلسفة) لبرتراند رسل 1947 
- كتاب بعنوان: (المراهقة: خصائصها النفسية) 1961 
- كتاب بعنوان: (المدرسة الثانوية الشاملة وتجربتها في العراق) 1964
- كتاب: (إستراتيجية مقترحة لمحو الامية في العراق) 1964 
- قدم تقارير ودراسات عدية عن شؤون التربية في العراق والوطن العربي وهو أحد مؤسسي مركز البحوث النفسية والتربوية.

## وفاته
توفى بعد صراع مع المرض عام 2005

## وصلات خارجية
- النفساني التربوي - الدكتور عبد العزيز البسام.